# Центральний штаб партизанського руху
Центральний штаб партизанського руху при Ставці Верховного Головнокомандування (ЦШПР) — центральний орган управління партизанським рухом в СРСР за часів Великої Вітчизняної війни. Створений з метою об'єднання керівництва партизанським рухом в тилу супротивника і для подальшого розвитку цього руху. Створений постановою ДКО СРСР № ГОКО-1837сс від 30 травня 1942 року. З метою реалізації цієї постанови Наркомат оборони СРСР видав наказ № 00125 від 16 червня 1942 року «Про формування Центрального і регіональних штабів партизанського руху».
У березні 1943 року ЦШПР було ліквідовано, проте за місяць 17 квітня постановою ДКО СРСР № 3195сс його знову відновили при Ставці ВГК. З підпорядкування ЦШПР було виведено Український штаб партизанського руху.
13 січня 1944 року, враховуючи, що більшість партизанських загонів діють на території Української та Білоруської РСР, які мають свої штаби партизанського руху, ДКО СРСР рішенням № 4945сс розформував ЦШПР.
Тим же рішенням ДКО передав керівництво партизанським рухом на ще окупованій території ЦК Компартій республік: УРСР, БРСР, ЕРСР, ЛатРСР, ЛитРСР, МРСР, Карело-Фінської РСР та Кримської АРСР й обкомам Ленінградської та Калінінської областей.

## Склад
З 30 травня 1942 року до складу штабу входили 3 людини:
1. Пантелеймон Пономаренко (від ЦК ВКП(б)) — начальник штабу,
2. Василь Сергієнко (від НКВС)
3. Корнєєв Т. (від Розвідувального управління НКО)